# 建国記念の日・奉祝記念行事
建国記念の日・奉祝記念行事（けんこくきねんのひ・ほうしゅくきねんぎょうじ）は、毎年2月11日の建国記念の日に東京都渋谷区・港区で開催されている日本建国を祝う奉祝記念行事。通名「建国祭」の名でも知られる。

## 概要
建国記念の日に東京都渋谷区・港区の明治神宮及び表参道周辺で奉祝記念行事として奉祝パレード・奉祝中央式典が実施されている。初代神武天皇の肇国の古（いにしえ）に思いを馳せ、建国の理想を旨にした記念行事。主催は神社本庁も参画する日本の建国を祝う会。いわゆる政治的や観光化がされていない日本の祭礼及び風習に基づいて催行がなされている神事となる。
毎年総勢1万人程の参加者に参列者などを合わせて盛大に執り行われており、幅広い世代が携わる日本国を祝う行事として「建国祭」の愛称でも知られている。小学生による手古舞や子供みこし、大学生によるマーチング、大人の神輿や囃子など多くの参加者や祭礼団体をはじめ、国会議員や駐日大使の参列や祝辞もある。

## 奉祝中央式典
式典の会場は明治神宮内にある明治神宮会館。各式典や記念講演などが実施されている。過去には渋谷公会堂などでも開催された年がある。

## 奉祝パレード
表参道（青山交差点付近）、代々木公園通りからパレードが始まり、明治神宮第一鳥居から社殿前に掛けて盛大に繰り広げられる。
皇紀二六八五年
令和七年度の構成、演目は以下のとおり
- 先導陣
  - 大麻司（神職）
  - 建国幟（萬歳會）
  - 奉祝幟（令和神輿連）
  - 手古舞

- 神輿山車渡御
  - 子供みこし
  - 江戸型山車（元禄弥睦[3]）
  - 居木神社奉祝幟、囃子（品川区大崎氏子連）
  - 居木神社神輿
  - 萬歳會神輿一の会（国分寺大鳥居）
  - 萬歳會神輿二の会（武蔵睦）
  - 萬歳會神輿三の会（國睦）
  - 萬歳會神輿四の会（粋心睦）
  - 新宿ひぐらし神輿
  - 千葉県保存連盟神輿
  - 東京共和睦神輿（江戸神輿連合）
  - えん睦粋祭會神輿（神奈川湘南連合）
  - 神奈川相州睦神輿
  - 鯱睦連合神輿（栃木、関東連）
  - 極神連合神輿
  - 川崎道祖神神輿
  - 旭市東睦神輿

- 奉納太鼓
  - 武蔵国府太鼓（國府睦）
  - 東京清瀬上和太鼓會

- 吹奏楽団、マーチング
  - 國學院大學
  - 駒澤大学
  - 早稲田大学
  - 専修大学
  - 国士館大学
  - 東海大学
  - 立正大学

## 吹奏楽表彰式
パレードは首都圏の大学生などによる吹奏楽団、マーチング隊を中心に園児、小・中・高校生、社会人などによる鼓笛隊やカラーガード、チアリーディングなど毎年賑やかに開催されている。平成16年からは首都圏の大学の吹奏楽（マーチング）を対象にした「建国記念の日・奉祝パレードコンテスト」を毎年実施。表参道の一定区間の演技が審査対象となっており、明治神宮会館で開催される奉祝中央式典にて受賞校が表彰され、優秀校の演目が式典会場のステージ上にて披露される。
この奉祝パレードには表参道周辺の商店街連盟やNPO法人全日本鼓笛バンド・フォームバトン連盟、東京都大学吹奏楽連盟なども協力している。